# See-Saw Films

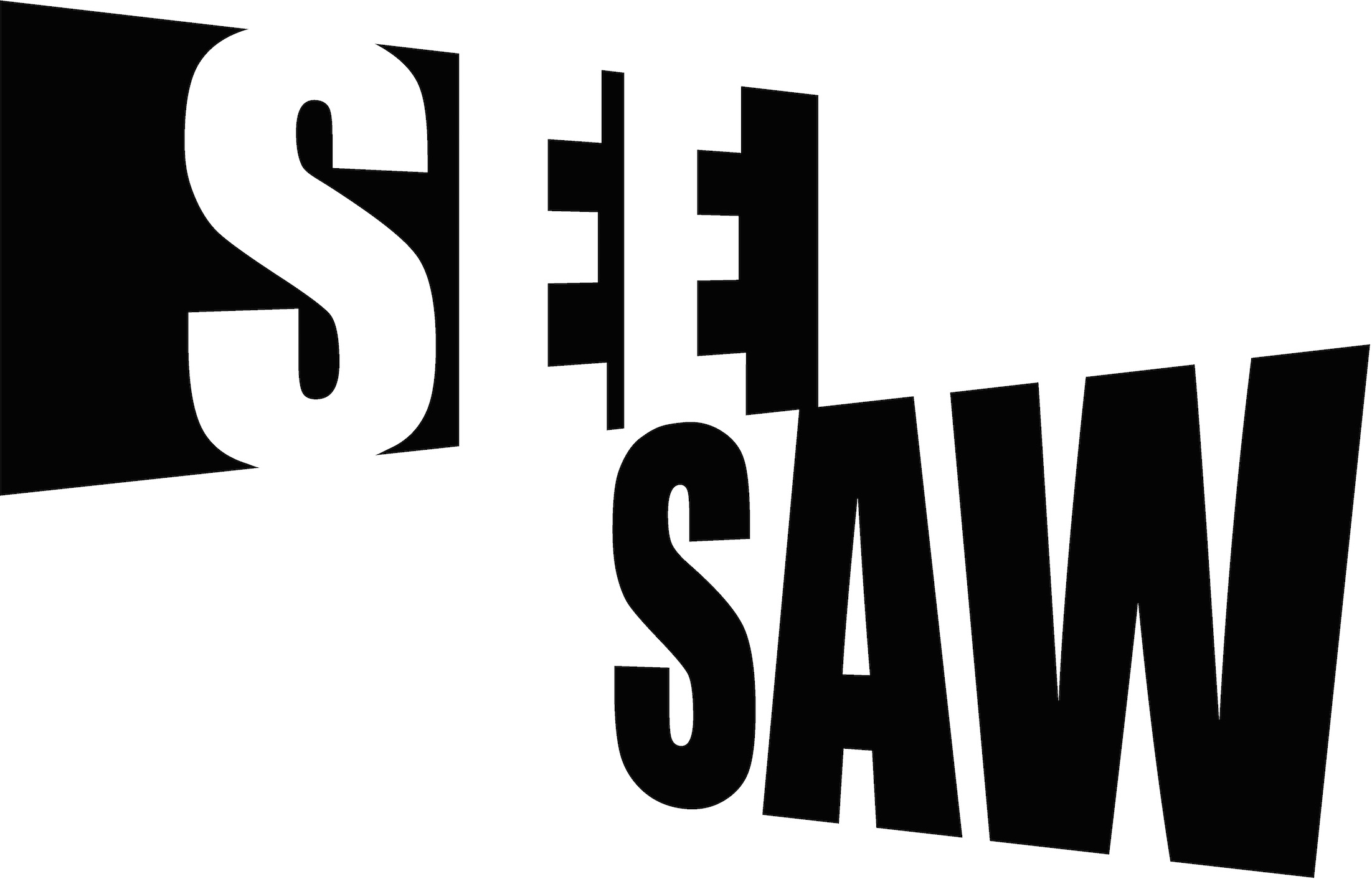
Logo

See-Saw Films is een Academy Award, BAFTA en Emmy-winnend Brits-Australisch film- en televisieproductiebedrijf met kantoren in Londen en Sydney.
Het bedrijf werd in 2008 opgericht door de producenten Iain Canning en Emile Sherman, die elkaar ontmoetten tijdens de productie van de film Candy uit 2006. Het eerste project dat See-Saw Films als een onafhankelijke film produceerde was The King's Speech die uiteindelijk meer dan $ 400 miljoen opbracht. De film won de Oscar voor beste film in 2011 en werd de meest succesvolle Britse onafhankelijke film ooit.
Andere films van See-Saw zijn onder meer Shame van Steve McQueen en Lion, die een Academy Award-nominatie opleverde. Het bedrijf produceerde ook de televisieproductie Top of the Lake van Jane Campion.
In 2018 sloot See-Saw een contract voor de financiering en coproductie van hun films met New Regency, dat ook de wereldwijde distributie zal verzorgen via zijn zakenpartner, 20th Century Fox.
De film The Power of the Dog van wederom Campion, leverde opnieuw een Academy Award-nominatie op.

## Producties

### Film
- The King's Speech (2010)
- Oranges and Sunshine (2010)
- Shame (2011)
- Dead Europe (2012)
- Tracks (2013)
- Slow West (2015)
- Mr. Holmes (2015)
- Life (2015)
- Macbeth (2015)
- Lion (2016)
- How to Talk to Girls at Parties (2017)
- Mary Magdalene (2018)
- Widows (2018)
- The Day Shall Come (2019)
- Ammonite (2020)
- The Power of the Dog (2021)
- Operation Mincemeat (2021)
- The Stranger (2022)
- The Son (2022)
- The Royal Hotel (2023)
- One Life (2023)
- Foe (2023)

### Televisie
- Top of the Lake (2013-2017)
- Banished (2015)
- Love, Nina (2016)
- The New Legends of Monkey (2018)
- State of the Union (2019-2022)
- The End (2020)
- The North Water (2021)
- Firebite (2021)
- Slow Horses (2022)
- Heartstopper (2022-heden)